# Consalvo Carelli
Consalvo Carelli (Napoli, 29 marzo 1818 – Napoli, 2 dicembre 1900) è stato un pittore italiano aderente alla scuola di Posillipo.

## Biografia
Consalvo (o Gonsalvo) Carelli ebbe i primi rudimenti artistici dal padre Raffaele, prima di essere allievo del pittore scozzese William Leitch. A soli dodici anni espose due sue opere nell'annuale Mostra borbonica e nel 1833 vinse la medaglia d'argento di II classe, per il dipinto Piazza della Vicaria, poi acquistato dalla regina Isabella di Borbone; nel 1835 vinse la medaglia d'argento di I classe.
Divenne ben presto celebre nell'ambiente artistico napoletano, grazie anche al favore di potenti famiglie del tempo, come Gerace e i Meuricoffre - che erano banchieri svizzeri trapiantati a Napoli - oltre al suo legame di amicizia con il conte di Montesantangelo.
Nel 1837 vendette al re Ferdinando II delle Due Sicilie due dipinti, oggi conservati a Palazzo Reale: Veduta di Napoli con la Torre della polveriera e Veduta di Cava. Quindi si trasferì a Roma, dove ritrasse paesaggi dell'agro romano, scene di vita popolare e panorami della sua città natale, utilizzando sia la tempera ad olio che la tecnica dell'acquerello.

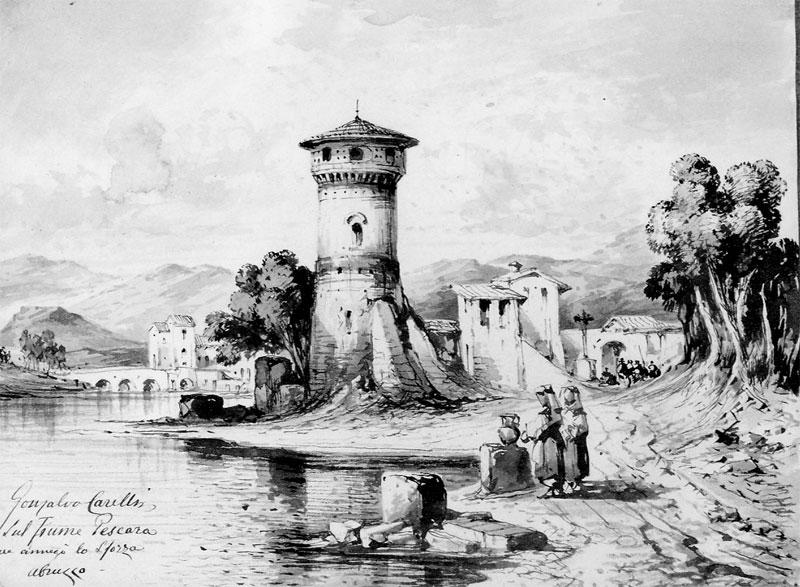
Disegno di fantasia di Consalvo Carelli, ritraente il villaggio fortificato di Pescara come doveva apparire nel 1474, veduta dal porto

Dopo quattro anni tornò a Napoli, dove alla Mostra borbonica espose alcuni dipinti realizzati durante il suo soggiorno romano, prima di spostarsi a Parigi; qui vinse la medaglia d'oro al Salon International des Arts per tre anni di fila, dal 1842 al 1844.
Tornò a Napoli nel 1844 e negli anni successivi prese parte a tutte le mostre dall'Accademia di belle arti di Napoli, esponendo prima paesaggi di Napoli, Palermo e Roma, poi scene di vita contadina e di pastorizia. Nel 1845 l'ambasciatore russo a Napoli gli commissionò per conto dello zar due d vedute di grandi dimensioni: Napoli dai giardini reali di Portici e Napoli da Camaldoli; oggi questi dipinti si trovano al Museo dell'Ermitage, a San Pietroburgo.
Fu protagonista anche del periodo risorgimentale: durante il suo soggiorno a Roma aveva conosciuto Massimo d'Azeglio e nel 1860 prese parte alla battaglia del Volturno, come volontario garibaldino. In questo periodo conobbe anche Alexandre Dumas, e illustrò il suo libro Da Napoli a Roma. Un altro tipo di guerra, che si combatté dopo l'Unità d'Italia, fu quella contro il brigantaggio e in qualche modo Carelli partecipò anche a questa: un suo album illustrato su questo tema è oggi custodito presso la Biblioteca Reale di Torino.

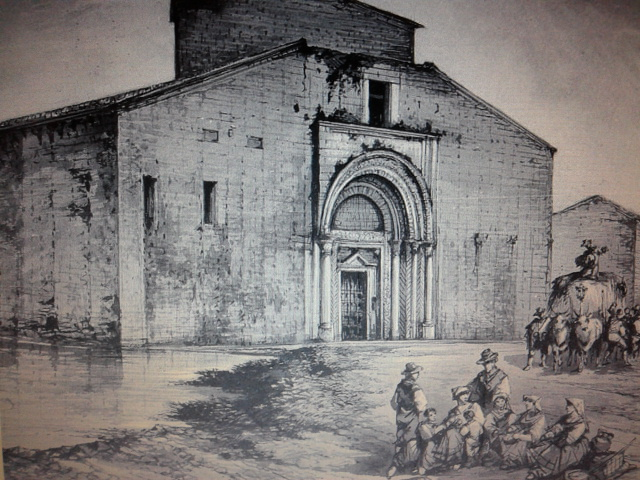
una illustrazione di Carelli per i "Monumenti storici e artistici degli Abruzzi" di Vincenzo Bindi (1889), la chiesa di Santa Sabina in San Benedetto dei Marsi

Fu maestro di pittura di Margherita di Savoia e nel 1866 fu accolto come membro dell'Accademia di San Luca.
I suoi figli Giuseppe e Raffaele Carelli furono anch'essi pittori di successo.
Nel 1889 Carelli fece alcune illustrazioni per l'amico Vincenzo Bindi, che pubblicò la monumentale opera dei Monumenti storici e artistici degli Abruzzi.
La Galleria dell'Accademia di Napoli possiede cinquantadue opere di Gonsalvo Carelli, tra oli su tela, disegni a matita, studiː si tratta di una delle più ricche collezioni di opere di questo autore. Tra i disegni a matita c'è la Villa del Conte di Siracusa, che porta questa scritta, di sua manoː Casino di S.A.R. il Conte di Siracusa. Studio eseguito per lui da G. C..

## Galleria d'immagini

Opere di Consalvo Carelli
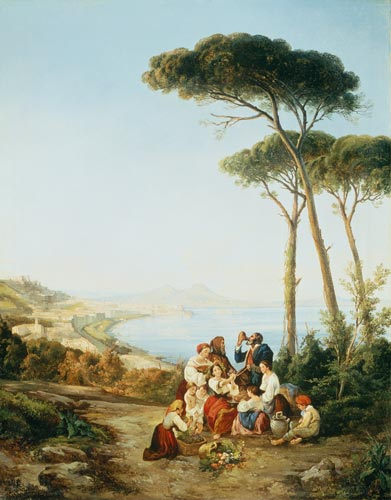
Dintorni di Napoli
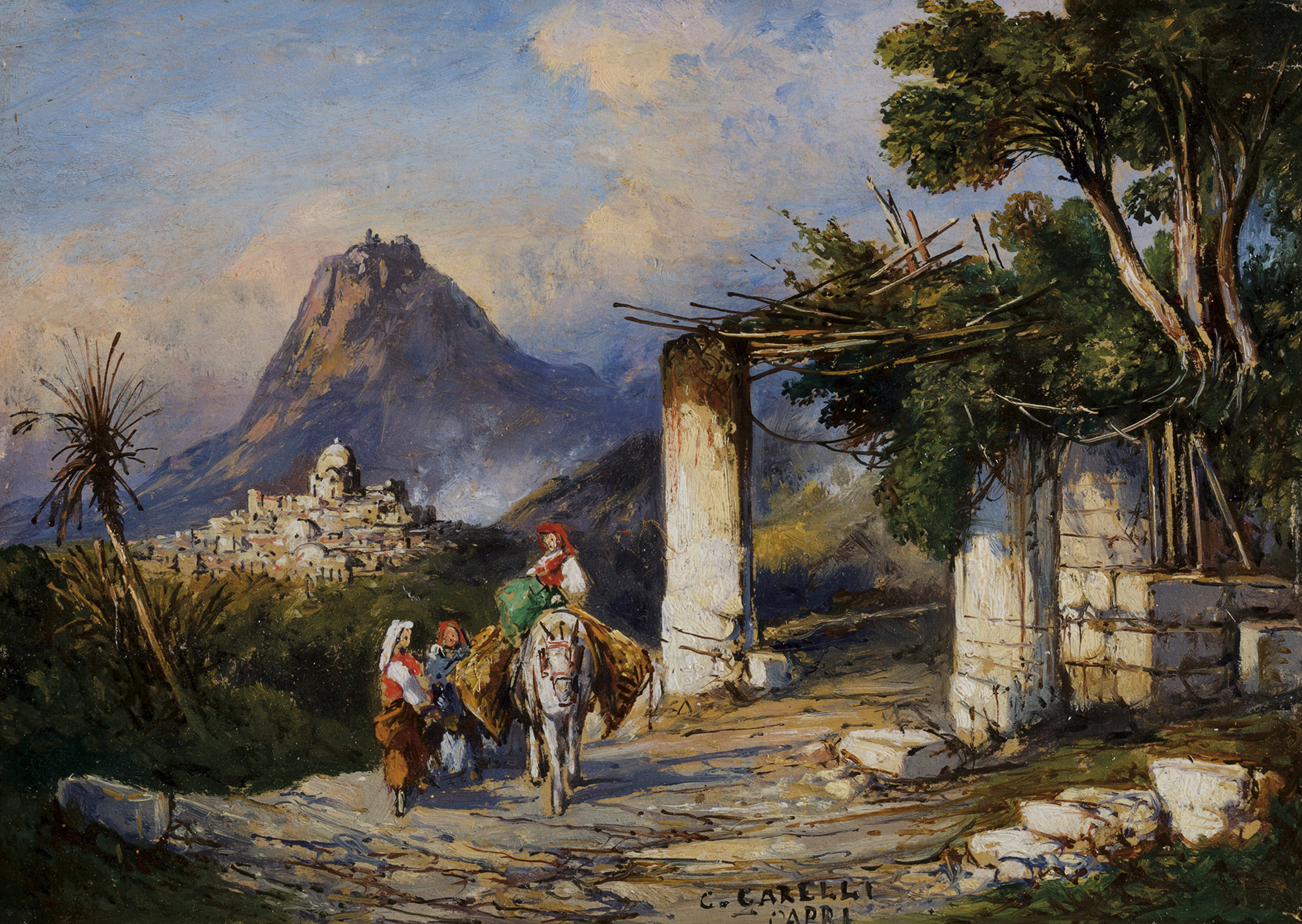
Capri, olio su cartone, 18x25,3 cm
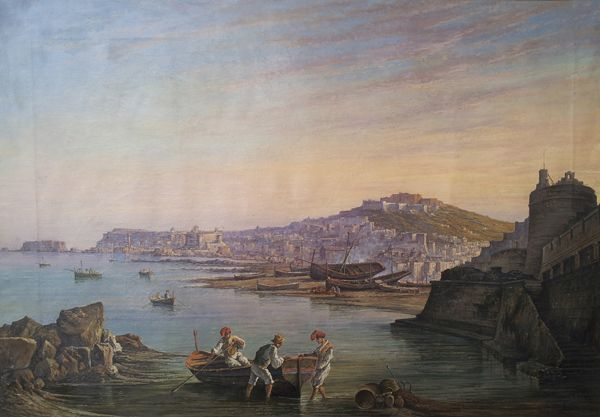
Marinella, olio su cartone, 52x74 cm
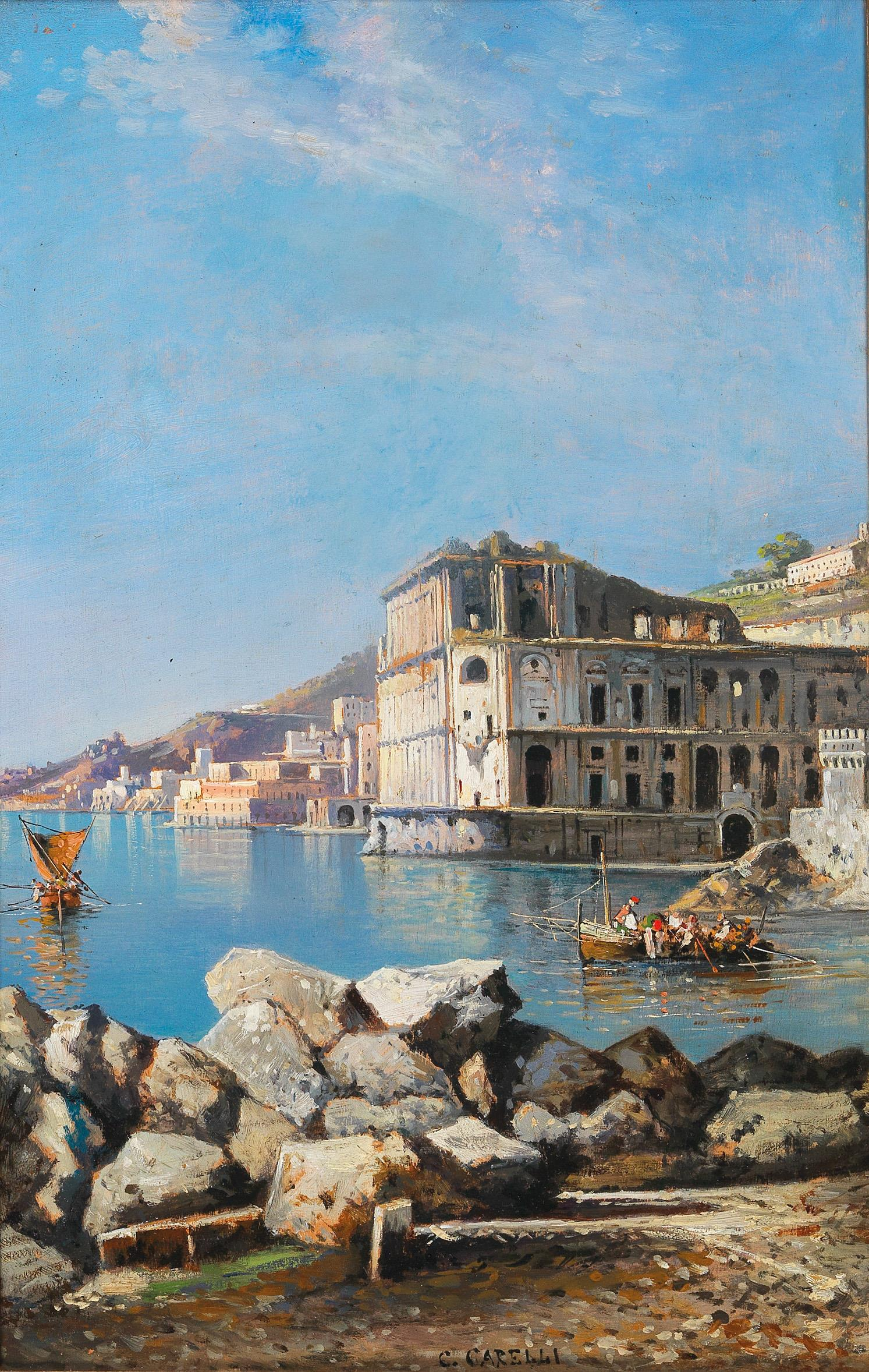
Palazzo Donn'Anna, olio su tavoletta, 42,5x27,5 cm